# Foot-Ball Club Juventus 1902
Questa voce raccoglie le informazioni riguardanti il Foot-Ball Club Juventus nelle competizioni ufficiali della stagione 1902.

## Stagione
Il 1902 segnò l'ingresso nella squadra bianconera, composta quasi totalmente da studenti universitari, dei primi giocatori stranieri. La Juventus disputò quella stagione con altre tre squadre cittadine – Torinese, Audace Torino e Ginnastica Torino – l'eliminatoria piemontese del quinto campionato di calcio e, alla fine, dovette cedere il passo alla Torinese. Per la terza volta consecutiva si aggiudicò la Coppa del Ministero della Pubblica Istruzione, battendo in finale il Milan per 5-0.
A inizio settembre la Juventus si aggiudicò la Coppa Città di Saluzzo, battendo in finale l'Audace Torino. Qualche settimana dopo partecipò alla Coppa Città di Torino, un torneo che si disputò al Velodromo Umberto I. I bianconeri sconfissero nuovamente l'Audace Torino in semifinale, gara conclusasi in anticipo a causa di disordini tra le due squadre, mentre la finale contro il Milan terminò in parità dopo tre tempi di gioco: i rossoneri, tuttavia, non vollero proseguire l'incontro, sicché il doriano Francesco Calì, direttore di gara, proclamò la Juventus vincitrice dell'edizione.

## Divise
La divisa di gioco era a strisce verticali bianche e nere, già attestata a partire dal dicembre 1901.
| Manica sinistra · Manica sinistra · Maglietta · Maglietta · Manica destra · Manica destra · Pantaloncini · Calzettoni · Calzettoni |

## Organigramma societario
Area direttiva
- Presidente: Carlo Favale[3]

## Rosa
| N. |                   | Ruolo | Calciatore        |
| -- | ----------------- | ----- | ----------------- |
|    | Italia (bandiera) | P     | Domenico Durante  |
|    | Italia (bandiera) | D     | Luigi Barberis    |
|    | Italia (bandiera) | D     | Francesco Daprà   |
|    | Italia (bandiera) | D     | Carlo Ferrero     |
|    | Italia (bandiera) | D     | Oreste Mazzia     |
|    | Italia (bandiera) | D     | Ugo Rolandi       |
|    | Italia (bandiera) | C     | Alfredo Armano    |
|    | Italia (bandiera) | C     | Gioacchino Armano |
|    | Italia (bandiera) | C     | Guido Botto       |
|    | Italia (bandiera) | C     | Giovanni Goccione |

| N. |                        | Ruolo | Calciatore             |
| -- | ---------------------- | ----- | ---------------------- |
|    | Italia (bandiera)      | A     | Alberto Barberis       |
|    | Italia (bandiera)      | A     | Enrico Canfari         |
|    | Italia (bandiera)      | A     | Ettore Corbelli        |
|    | Italia (bandiera)      | A     | Domenico Donna         |
|    | Italia (bandiera)      | A     | Luigi Forlano          |
|    | Italia (bandiera)      | A     | Luigi Gibezzi          |
|    | Italia (bandiera)      | A     | Umberto Malvano        |
|    | Inghilterra (bandiera) | A     | Gordon Thomas Savage   |
|    | Italia (bandiera)      | A     | Carlo Vittorio Varetti |

## Calciomercato
| Acquisti | Acquisti | Acquisti | Acquisti |
| R.       | Nome     | da       | Modalità |
| -------- | -------- | -------- | -------- |

| Cessioni | Cessioni | Cessioni | Cessioni   |
| R.       | Nome     | a        | Modalità   |
| -------- | -------- | -------- | ---------- |
| D        | Bella    | Genoa    | definitivo |

## Risultati

### Campionato Italiano di Football

#### Eliminatorie regionali
| Arbitro: | Franzi (Torino) |

|     |           |     |
| Gol | Marcatori | Gol |

| Torino 9 marzo 1902, ore 14:00 CET 2ª giornata | Juventus  | 6 – 0 (3 – 0) referto | Audace Torino | Campo di Piazza d'Armi |
| \| \| \| \| \| \| Marcatori \| \|              |           |                       |               |                        |
|                                                |           |                       |               |                        |
| Gol · Gol · Gol · Gol · Gol · Gol              | Marcatori |                       |               |                        |

| Torino 16 marzo 1902 3ª giornata | Juventus | 2 – 0 (tav.) referto | Ginnastica Torino | Campo di Piazza d'Armi |

| Torino 23 marzo 1902 Spareggio    | Torinese  | 4 – 1 (0 – 1) referto | Juventus | Campo di Piazza d'Armi |
| \| \| \| \| \| \| Marcatori \| \| |           |                       |          |                        |
|                                   |           |                       |          |                        |
| Gol · Gol · Gol · Gol             | Marcatori | Gol                   |          |                        |

### Altre competizioni

#### Coppa del Ministero della Pubblica Istruzione
| Torino 20 aprile 1902, ore 15:00 CET Finale | Juventus  | 5 – 0 referto | Milan | Campo di Piazza d'Armi |
| \| \| \| \| \| \| Marcatori \| \|           |           |               |       |                        |
|                                             |           |               |       |                        |
| Gol · Gol · Gol · Gol · Gol                 | Marcatori |               |       |                        |

#### Coppa del Municipio della Città di Asti
| Arbitro: | Beaton |

|     |           |  |
| Gol | Marcatori |  |

| Asti 4 maggio 1902 Finale | Juventus | 0 – 0 (d.t.s.) Vince l'Andria Doria per sorteggio referto | Andrea Doria | Ippodromo di Piazza del Mercato\| Arbitro: \| Beaton \| |
| Arbitro:                  | Beaton   |                                                           |              |                                                         |

#### Coppa Città di Torino
| Arbitro: | Dobbie |

|  |           |                 |
|  | Marcatori | Gol · Gol · Gol |

| Arbitro: | Calì (Genova) |

|                 |           |                 |
| Gol · Gol · Gol | Marcatori | Gol · Gol · Gol |

#### Concorso provinciale di Vercelli
| Vercelli 8 agosto 1902 Finale terzo posto | Juventus | ? – ? referto | Andrea Doria II | Campo di Vercelli |

#### Trofeo Città di Saluzzo
| Saluzzo 7 settembre 1902 Finale   | Juventus  | 1 – 0 referto | Audace Torino | Campo di Saluzzo |
| \| \| \| \| \| \| Marcatori \| \| |           |               |               |                  |
|                                   |           |               |               |                  |
| Gol                               | Marcatori |               |               |                  |

#### Medaglia del Re
| Torino 5 gennaio 1902 Quarti di finale | Torinese | ? – ? referto | Juventus | Campo di Piazza d'Armi |

## Statistiche

### Statistiche di squadra
| Competizione                    | Punti | In casa | In casa | In casa | In casa | In casa | In casa | In trasferta | In trasferta | In trasferta | In trasferta | In trasferta | In trasferta | Totale | Totale | Totale | Totale | Totale | Totale | DR |
| Competizione                    | Punti | G       | V       | N       | P       | Gf      | Gs      | G            | V            | N            | P            | Gf           | Gs           | G      | V      | N      | P      | Gf     | Gs     | DR |
| ------------------------------- | ----- | ------- | ------- | ------- | ------- | ------- | ------- | ------------ | ------------ | ------------ | ------------ | ------------ | ------------ | ------ | ------ | ------ | ------ | ------ | ------ | -- |
| Campionato Italiano di Football | 5     | 3       | 2       | 1       | 0       | 9       | 1       | 1            | 0            | 0            | 1            | 1            | 4            | 4      | 2      | 1      | 1      | 10     | 5      | +5 |

### Statistiche dei giocatori
| Giocatore     | Campionato Italiano di Football | Campionato Italiano di Football |
| Giocatore     | Presenze                        | Reti                            |
| ------------- | ------------------------------- | ------------------------------- |
| A. Armano II  | 3                               | 0                               |
| G. Armano I   | 3                               | 0                               |
| A. Barberis   | 3                               | 0                               |
| L. Barberis   | 0                               | 0                               |
| E. Canfari    | 3                               | 0                               |
| E. Corbelli   | 0                               | 0                               |
| F. Daprà      | 0                               | 0                               |
| D. Donna      | 0                               | 0                               |
| D. Durante    | 3                               | -5                              |
| L. Forlano    | 3                               | 0                               |
| L. Gibezzi    | 3                               | 0                               |
| G. Goccione   | 3                               | 0                               |
| U. Malvano    | 3                               | 0                               |
| O. Mazzia     | 0                               | 0                               |
| U. Rolandi    | 0                               | 0                               |
| G. T. Savage  | 3                               | 0                               |
| C. V. Varetti | 3                               | 0                               |